# انزياح نحو الأزرق

صورة توضح طول وقصر الموجة في الانزياح نحو الأزرق ونحو الأحمر.

الانزياح نحو الأزرق هو نوع من السرعة الشعاعية وهو ينتج عن تأثير دوبلر ويدل الانزياح نحو الأزرق على اقتراب الجرم السماوي من موقع الراصد. أتى اسمه من أن الموجات القصيرة ذات لون أزرق حيث أن اقتراب الجرم يتسبب في صدور موجة قصيرة منه وبالتالي بازرقاق ضوئه. الانزياح نحو الأحمر هو عكس الانزياح نحو الأزرق حيث أنه يعني أن الجرم يبتعد عنا وأتى اسمه من الموجة الحمراء الطويلة. في عام 1929 قام العالم الفلكي إدوين هابل باكتشاف أن المجرات تبتعد عنا بسبب ازياحها نحو الأحمر واستطاع معرفة أن مجرة أندروميدا تقترب منا ببطئ بسبب انزياحها نحو الأزرق (انظر: اصطدام أندروميدا ودرب اللبانة). لكن الأجرام أو المجرات خصوصا ذات الازياح نحو الأزرق قليلة بينما معظمها ذات انزياح نحو الأحمر، وهناك بعض النجوم ذات الانزياح نحو الأزرق مثل نجم برنارد والذي سجل أعلى مقدار حركة خاصة من بين كل النجوم حتى الآن، فهو يتحرك بسرعة كبيرة نسبيا مقترباً منا. ومن مسببات الانزياح نحو الأزرق غير اقتراب الجرم بكامله منا:
- اقتراب أذرع المجرات الحلزونية منا أثناء دوران مجرة حلزونية حول نفسها.
- دوران النجوم الثنائية حول بعضها أو دوران الكواكب خارج النظام الشمسي حول نجومها، وبالتالي فسوف تتسبب بانزياح نحو الأزرق عندما تقترب منا في مسار حركتها.

فيزياء فلكية.
.
.